# Metro İstanbul
El Metro İstanbul es un operador público de transporte ferroviario con sede en Estambul, Turquía.
Establecida en 1988, la empresa es responsable de operar la mayoría de los sistemas ferroviarios de Estambul, incluyendo el Metro de Estambul, el Tranvía de Estambul, funiculares y teleféricos.

## Historia
La compañía fue fundada bajo el nombre de İstanbul Ulaşım A.Ş. el 16 de agosto de 1988, mientras se encontraba en construcción la primera línea ferroviaria urbana moderna de Estambul (sección Aksaray-Kocatepe de la línea M1). Casi 28 años después, el 20 de mayo de 2016, la compañía cambió su nombre a Metro İstanbul.

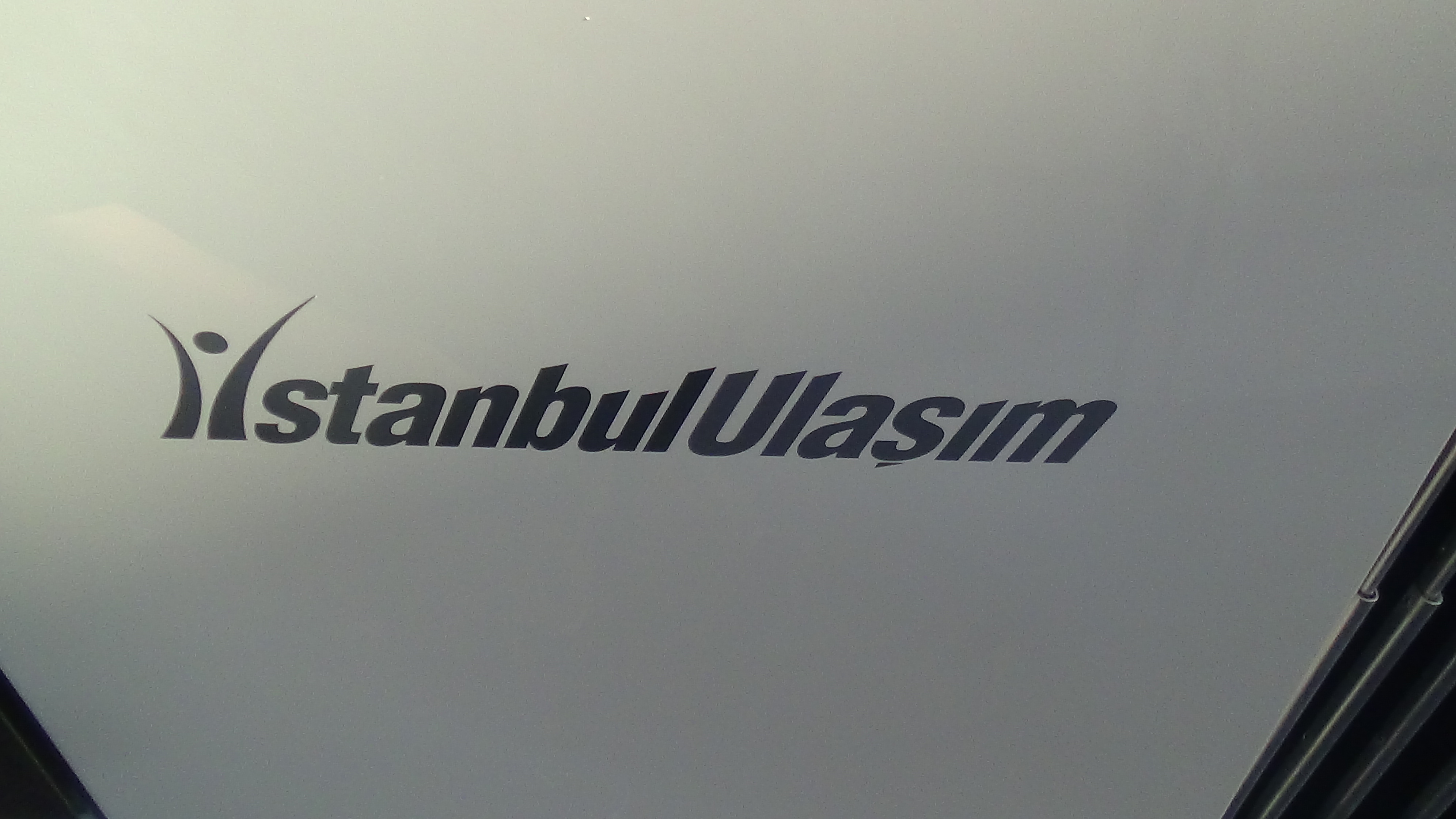
Antiguo logotipo de la empresa

## Líneas en operación
Líneas de metro:
- Yenikapı - Aeropuerto Atatürk
- Yenikapı - Kirazlı
- Yenikapı - Hacıosman
- Sanayi Mahallesi - Seyrantepe
- Kirazlı - Kayaşehir Merkez
- Kadıköy - Aeropuerto Sabiha Gökçen
- Üsküdar - Çekmeköy
- Levent - Boğaziçi Üniversitesi/Hisarüstü
- Yıldız - Mahmutbey
- Bostancı - Parseller
- Bahariye - Olimpiyat

Líneas de tranvía:
- Bağcılar - Kabataş
- Kadıköy - Moda (circular) Tranvía histórico
- Topkapı - Mescid-i Selam
- Eminönü - Alibeyköy Cep Otogarı

Líneas de funicular:
- Taksim - Kabataş
- Boğaziçi Üni./Hisarüstü–Aşiyan

Líneas de teleférico:
- Maçka - Taşkışla
- Eyüp - Piyer Loti

## Galería

### Líneas de metro

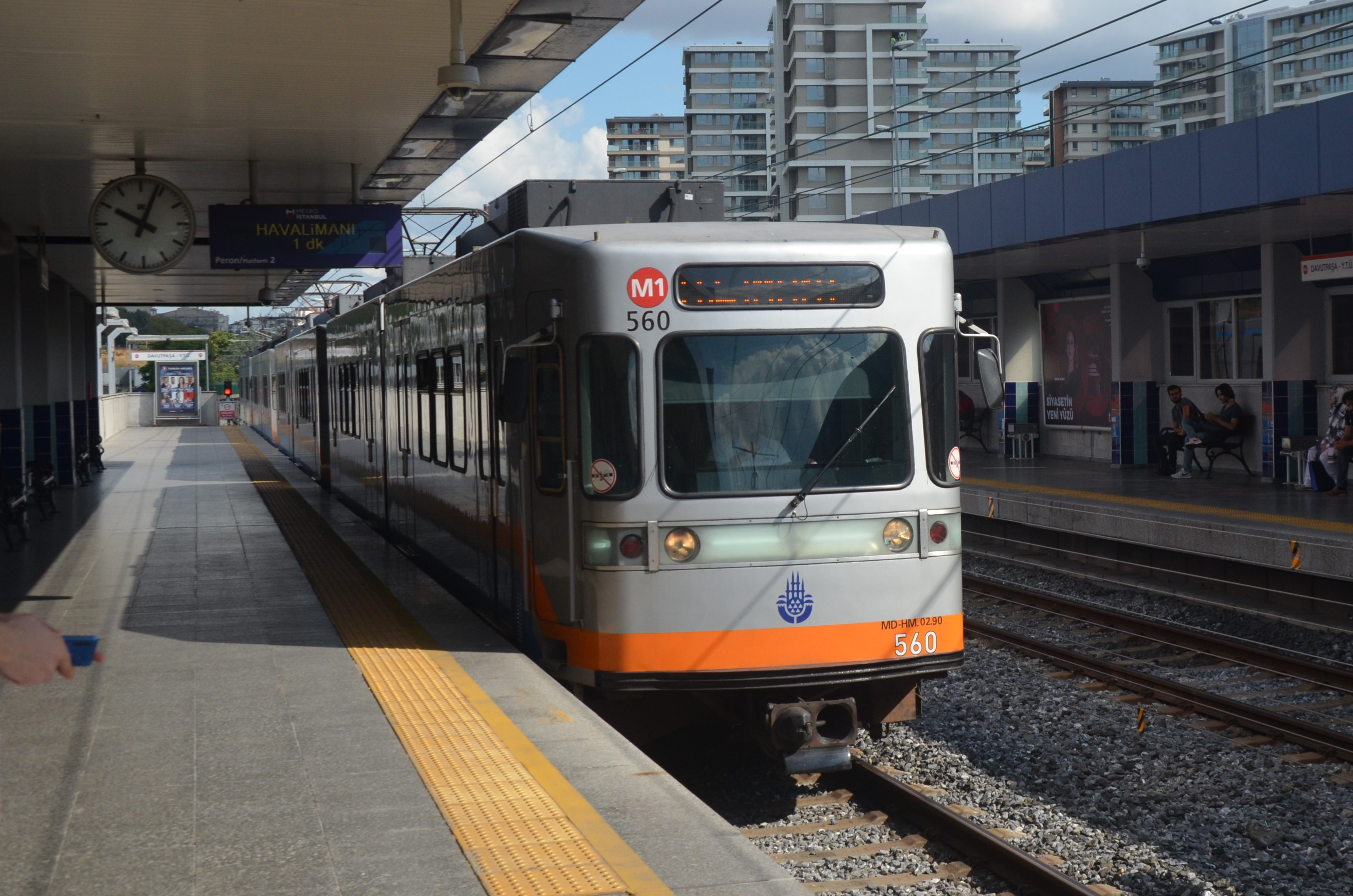
M1ᴀ (Yenikapı - Aeropuerto Atatürk) & M1ʙ (Yenikapı - Kirazlı)
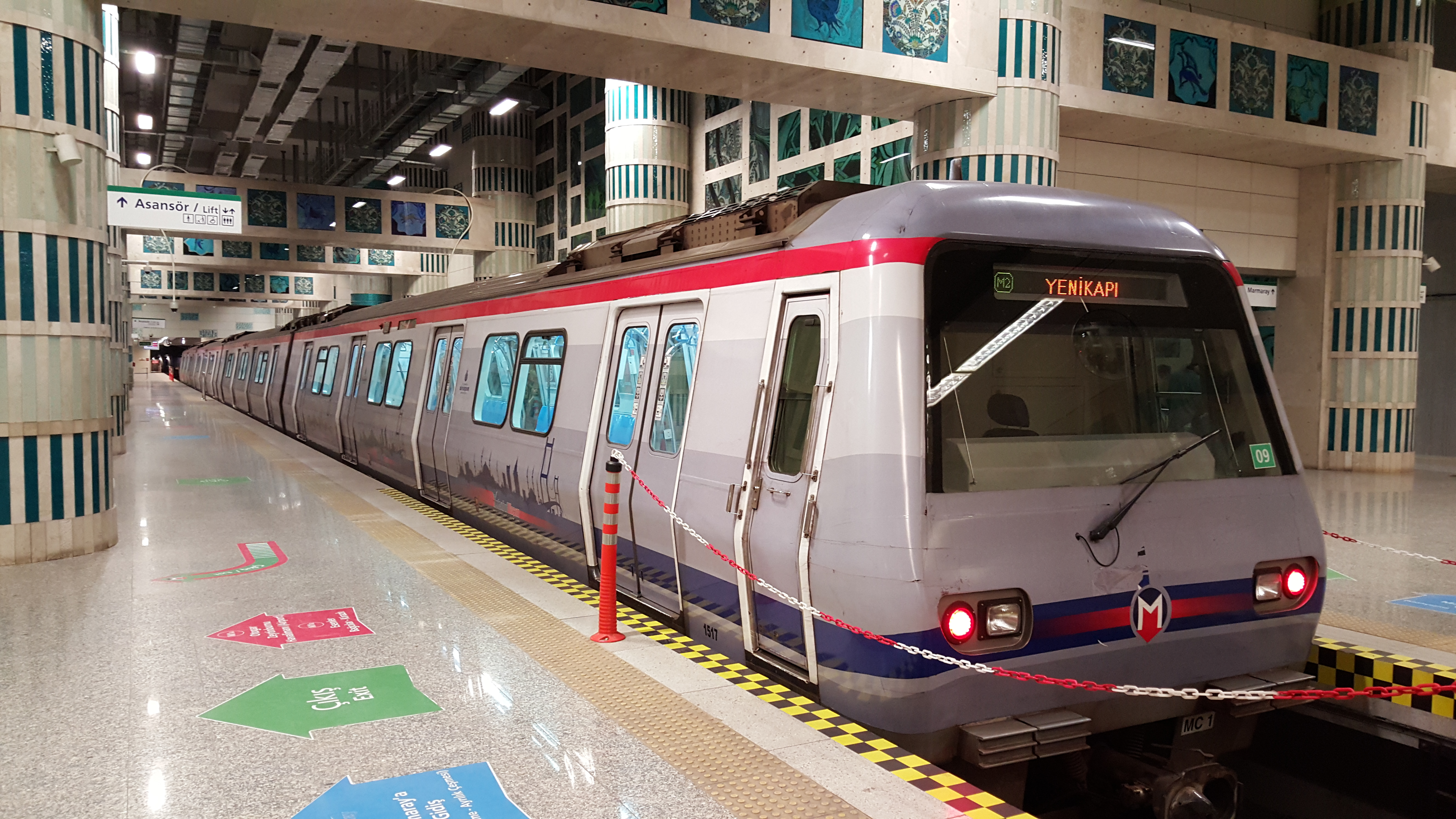
M2 (Yenikapı - Hacıosman)
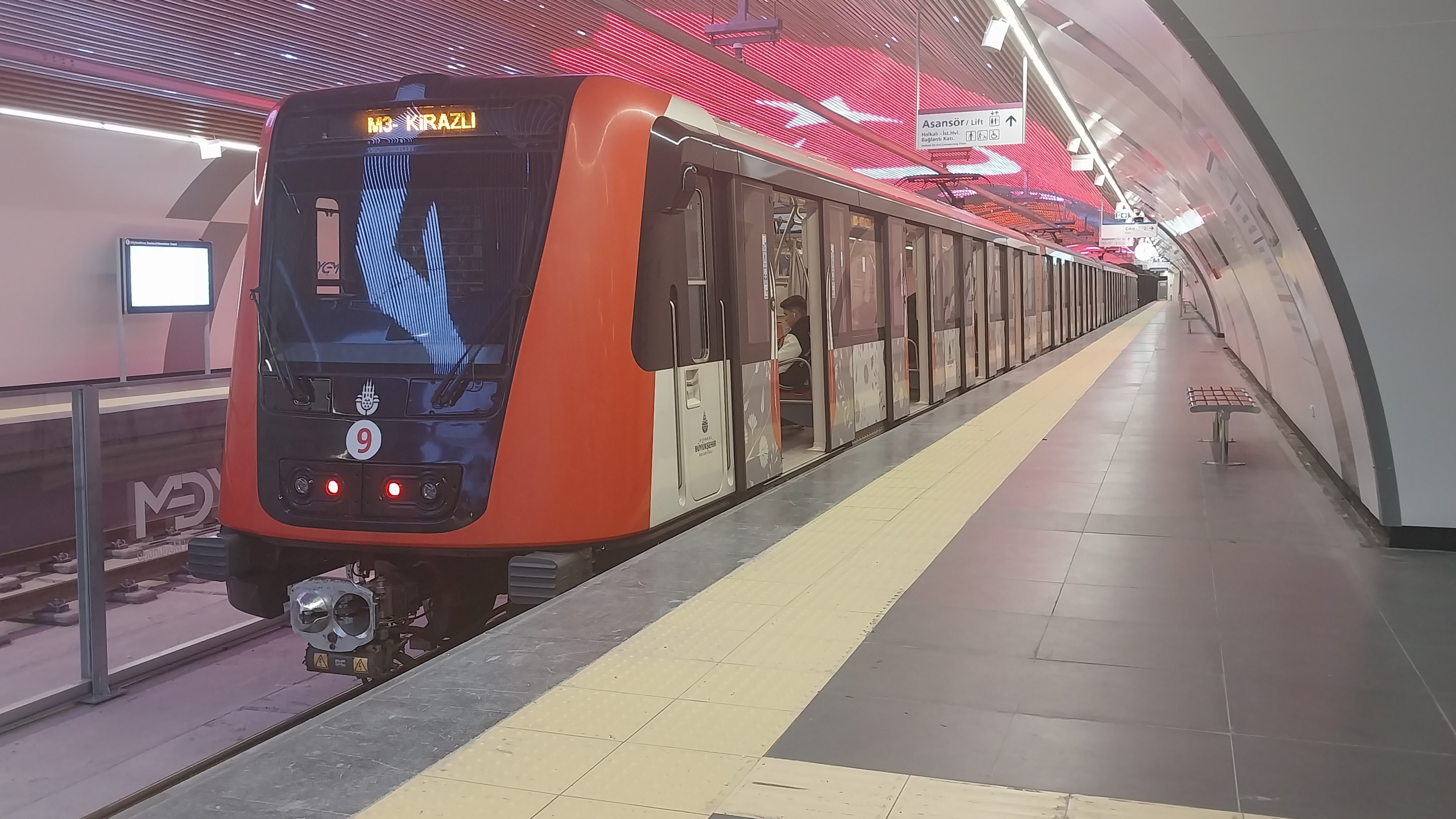
M3 (Kirazlı - Kayaşehir Merkez)
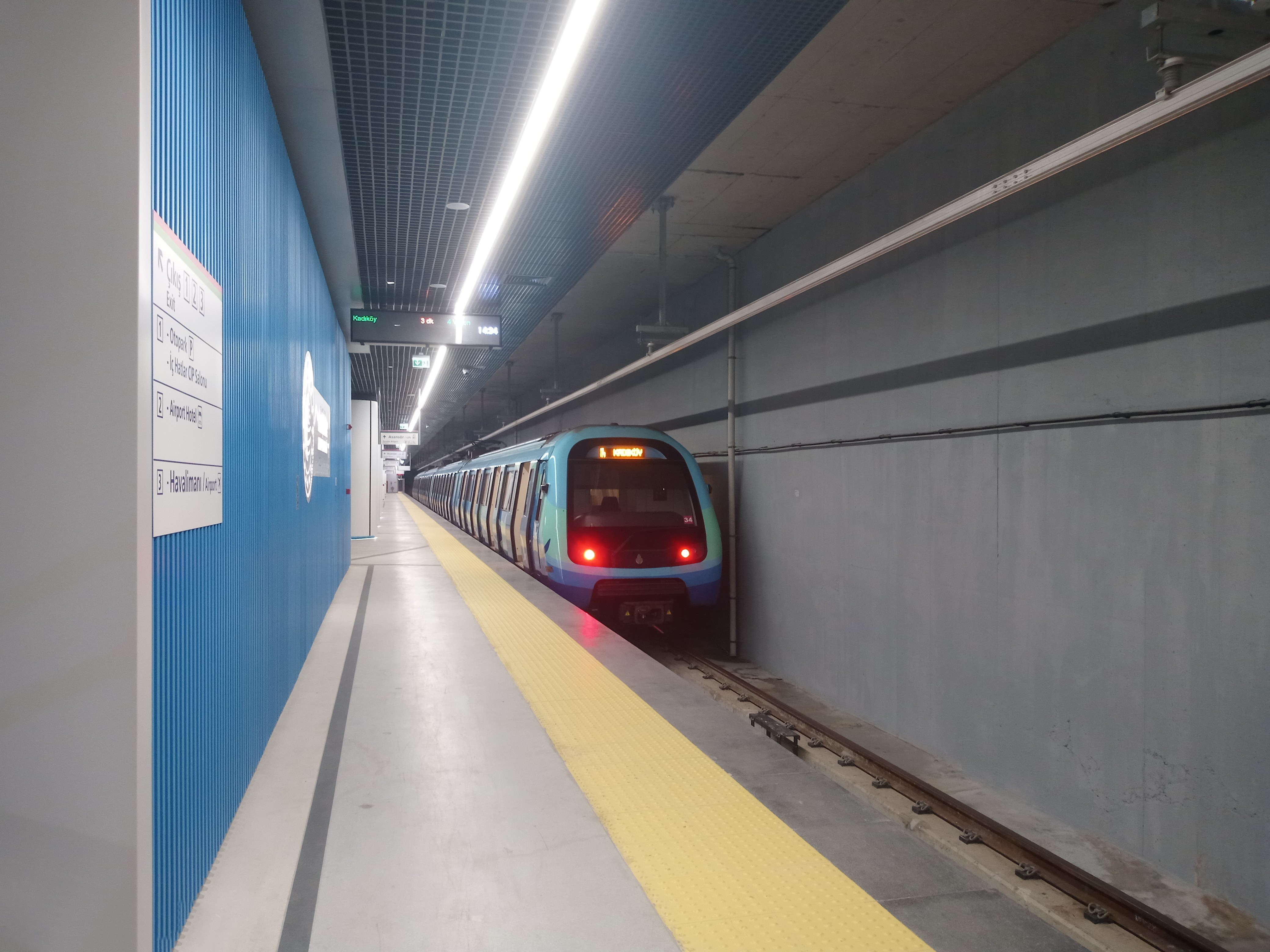
M4 (Kadıköy - Aeropuerto Sabiha Gökçen )
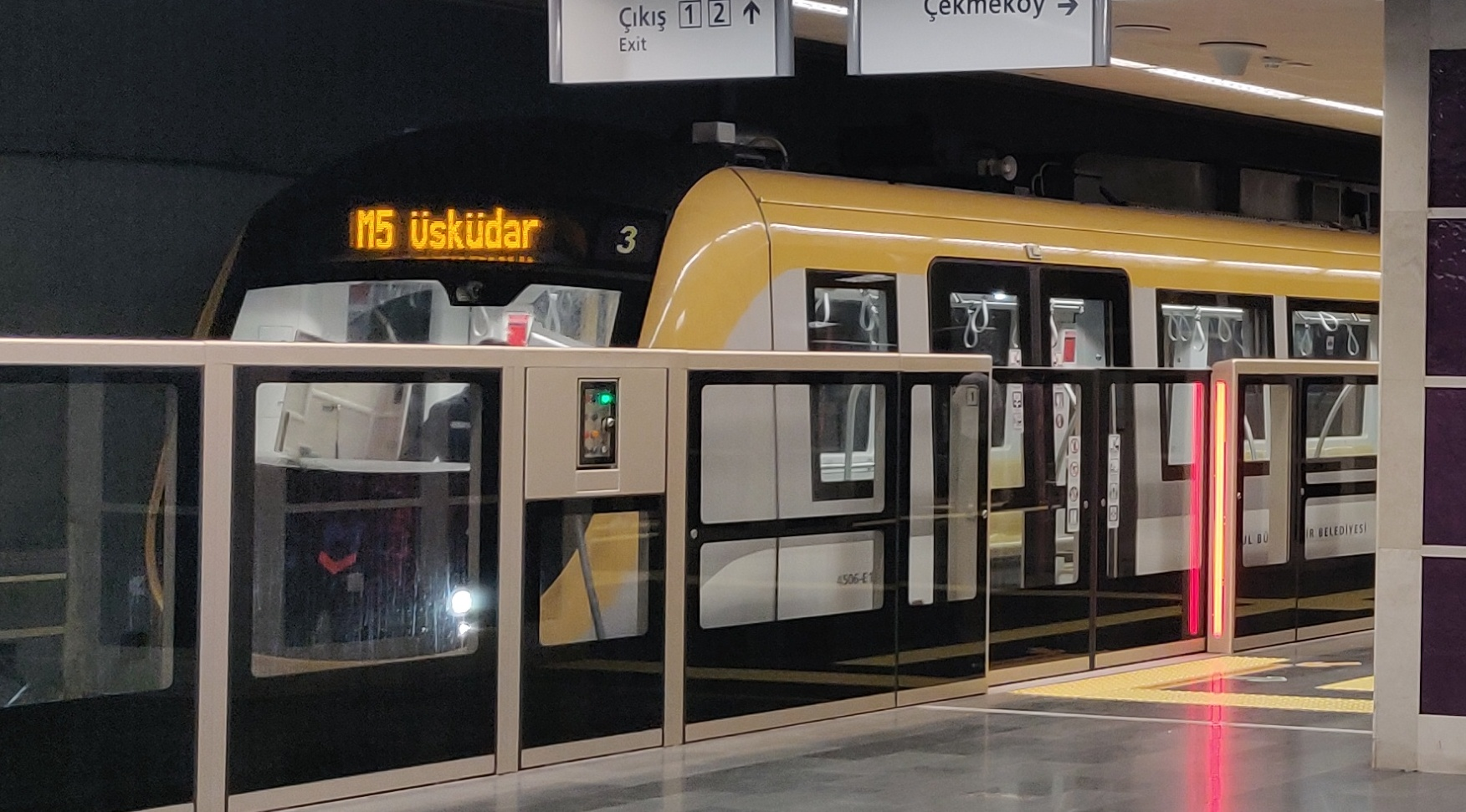
M5 (Üsküdar - Çekmeköy)
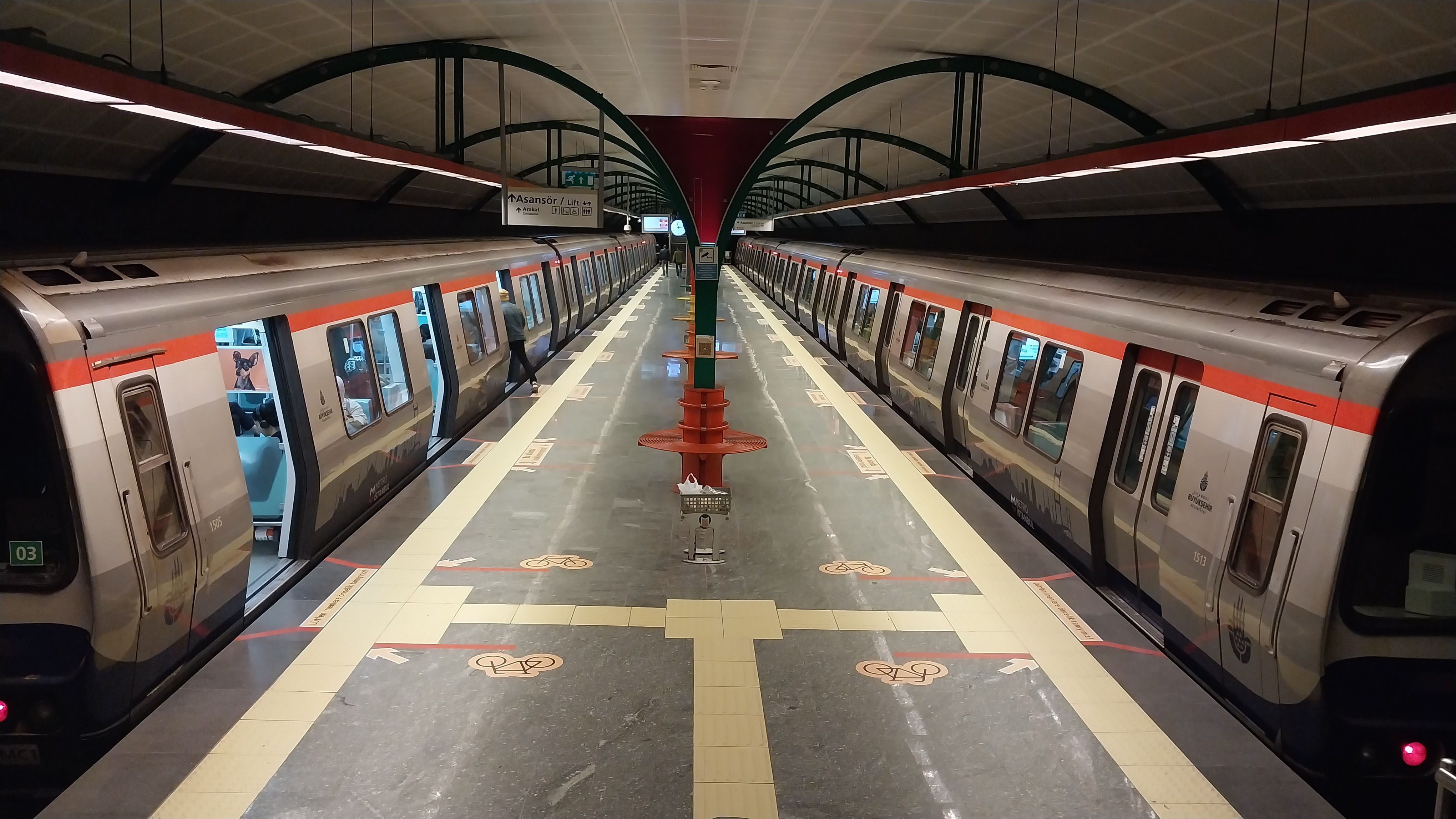
M6 (Levent - Boğaziçi Üniversitesi/Hisarüstü)
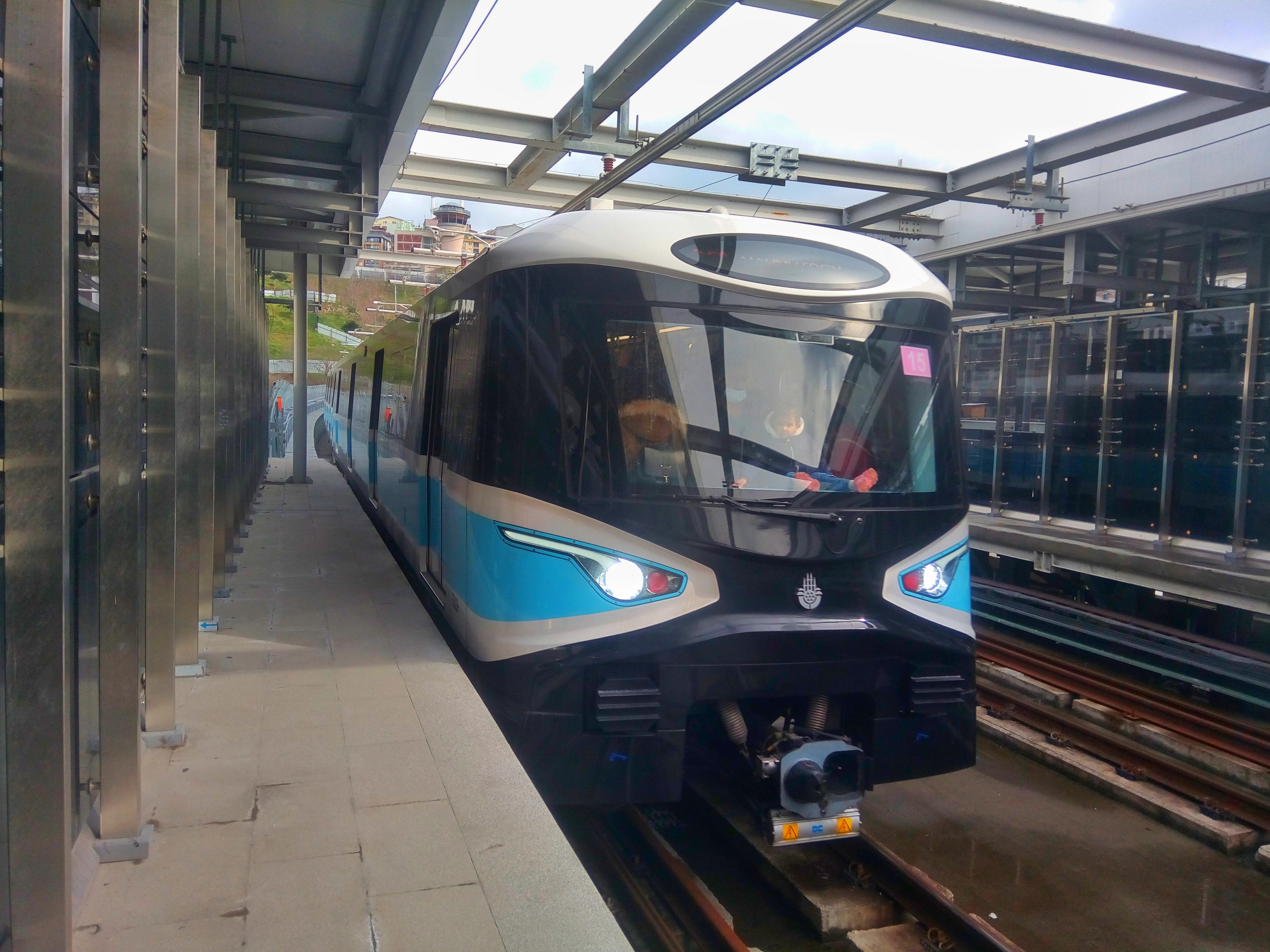
M7 (Yıldız - Mahmutbey)
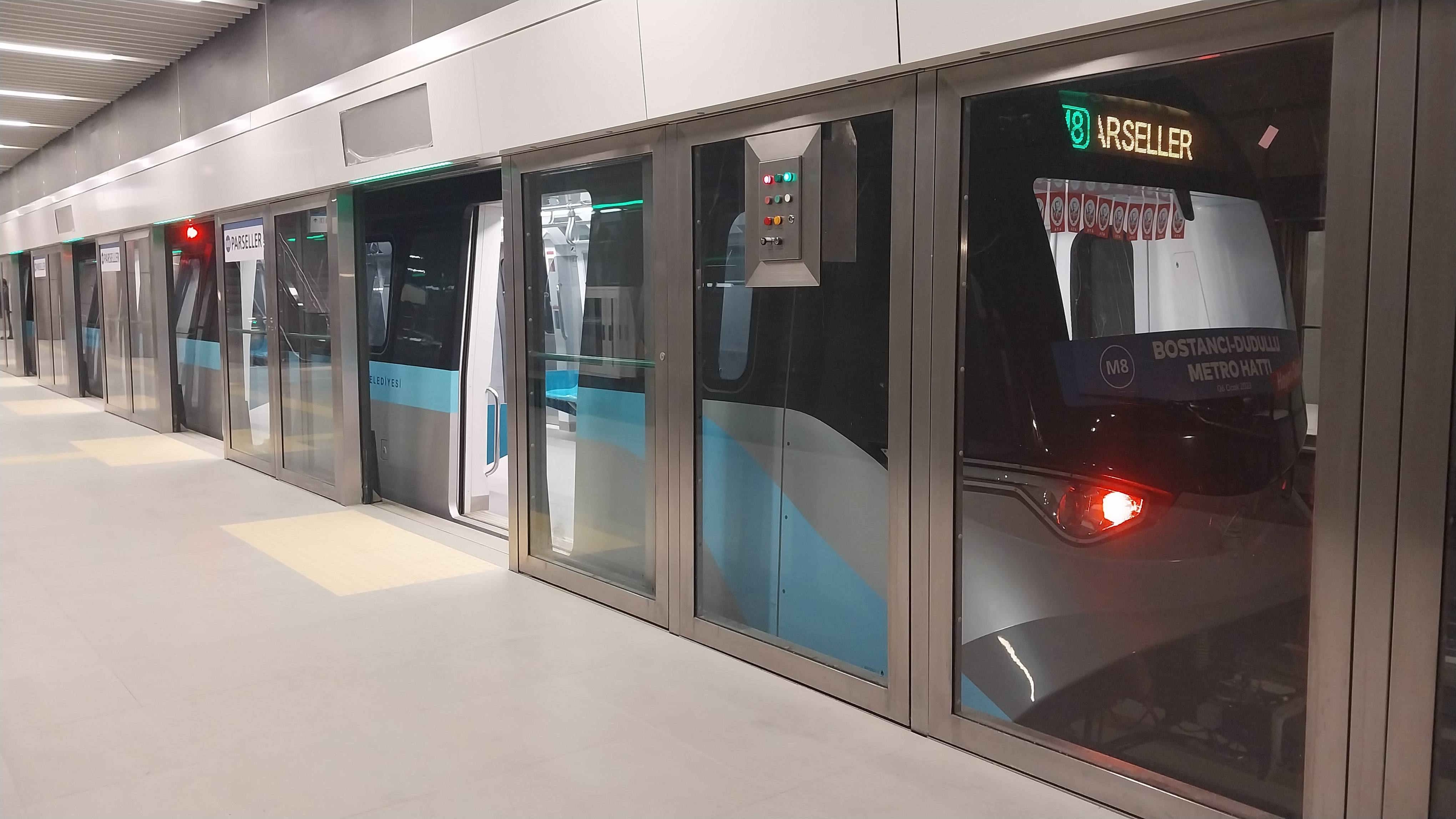
M8 (Bostancı - Dudullu)
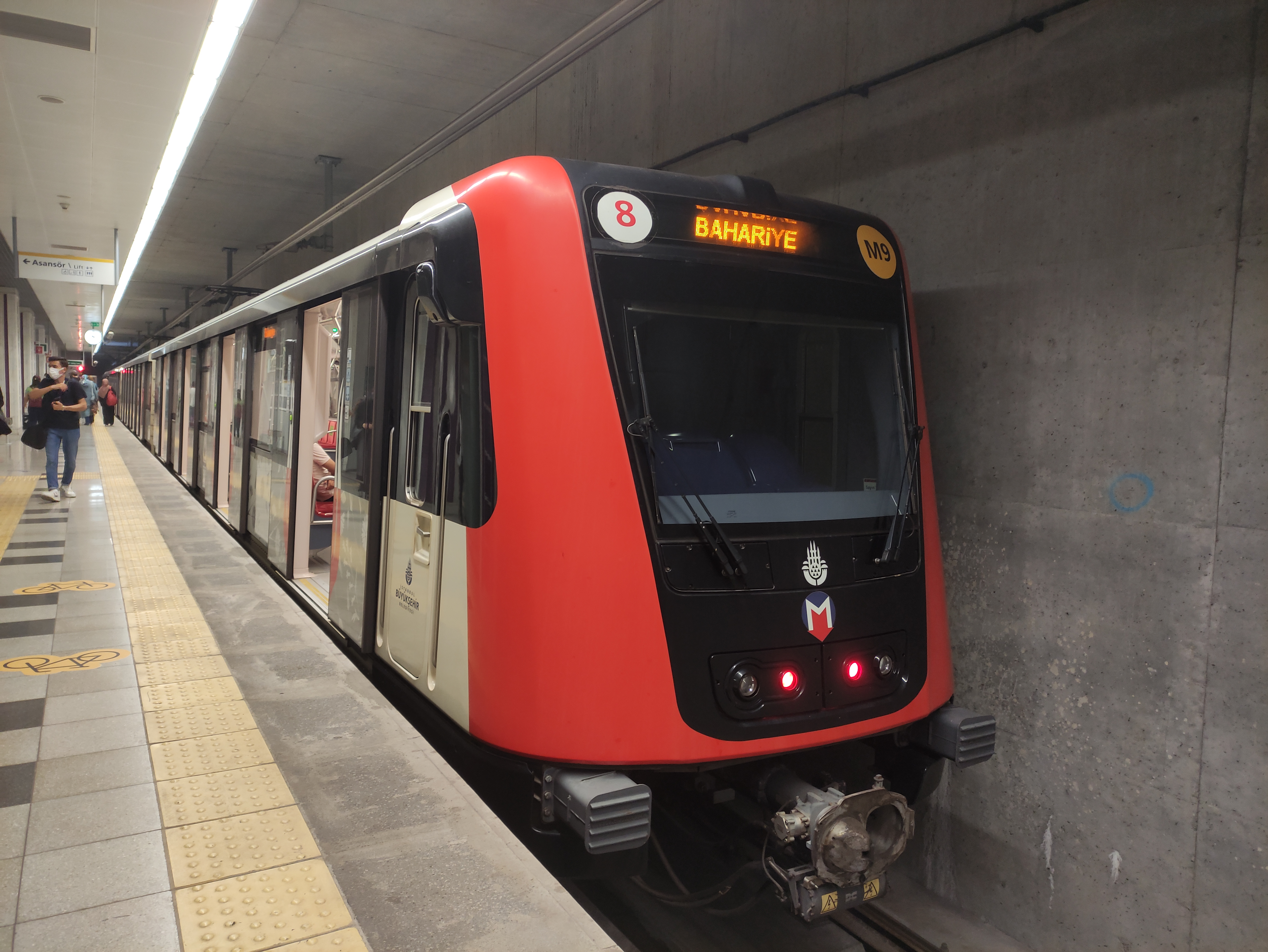
M9 (Bahariye - Olimpiyat)

### Líneas de tranvía

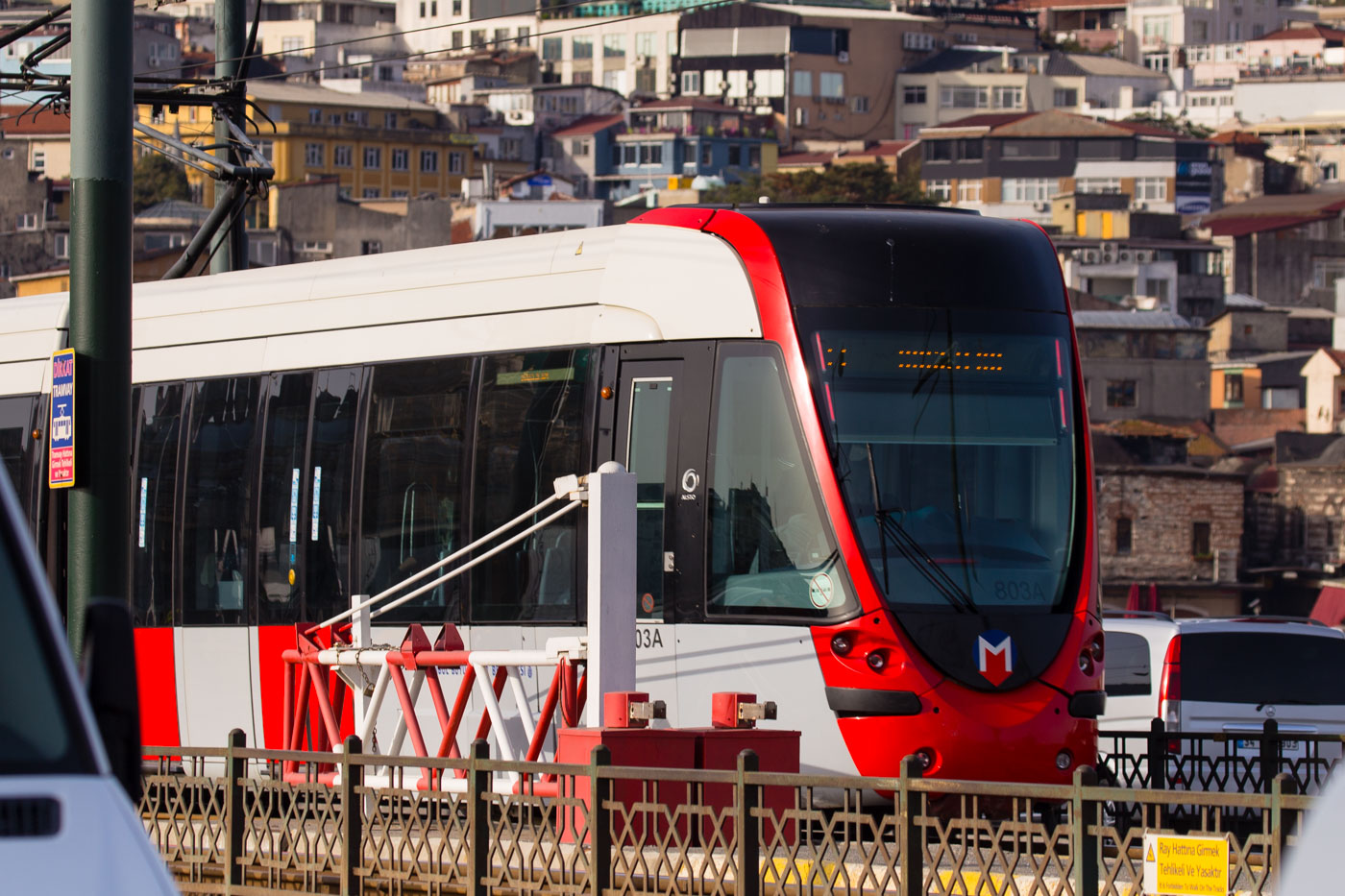
T1 (Kabataş - Bağcılar)
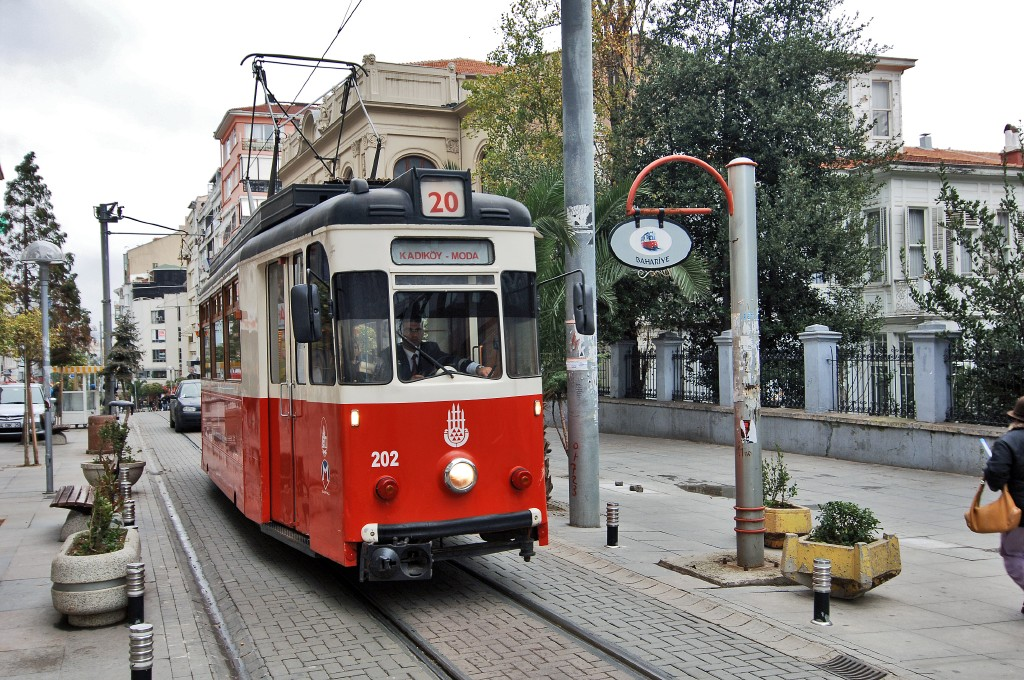
T3 (Kadıköy - Moda)
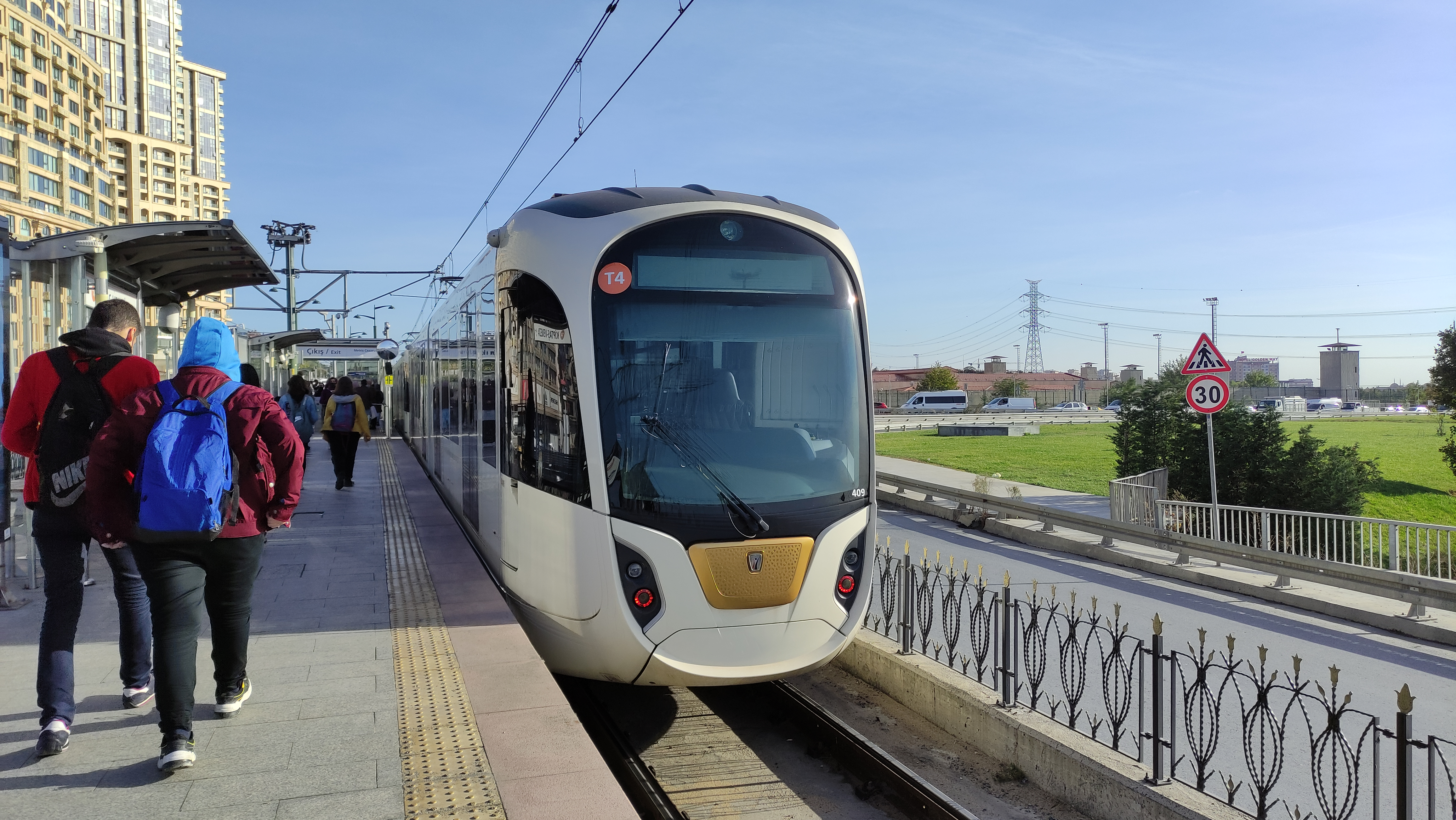
T4 (Topkapı - Mescid-i Selam)
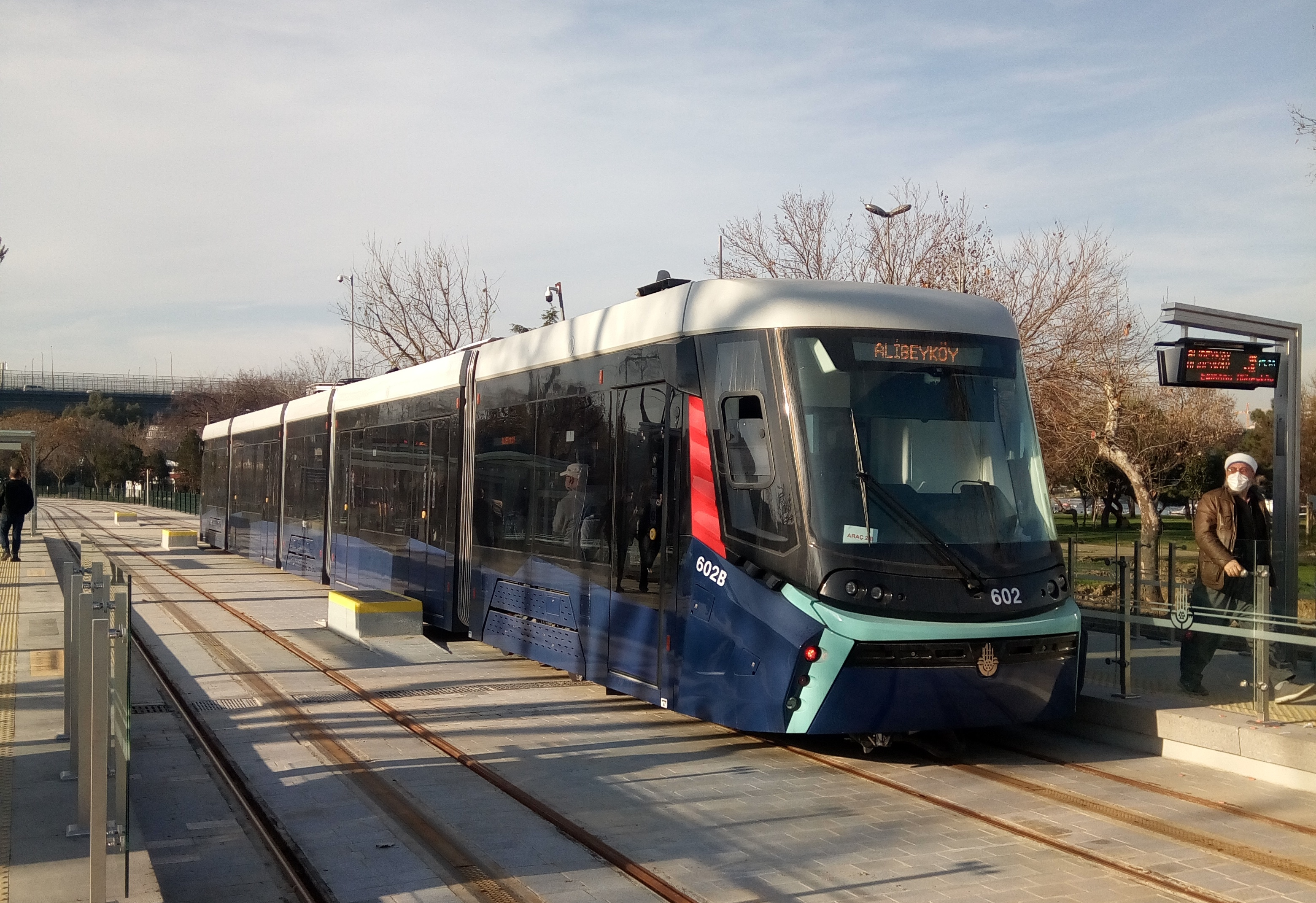
T5 (Eminönü - Alibeyköy Cep Otogarı)

### Líneas de funicular

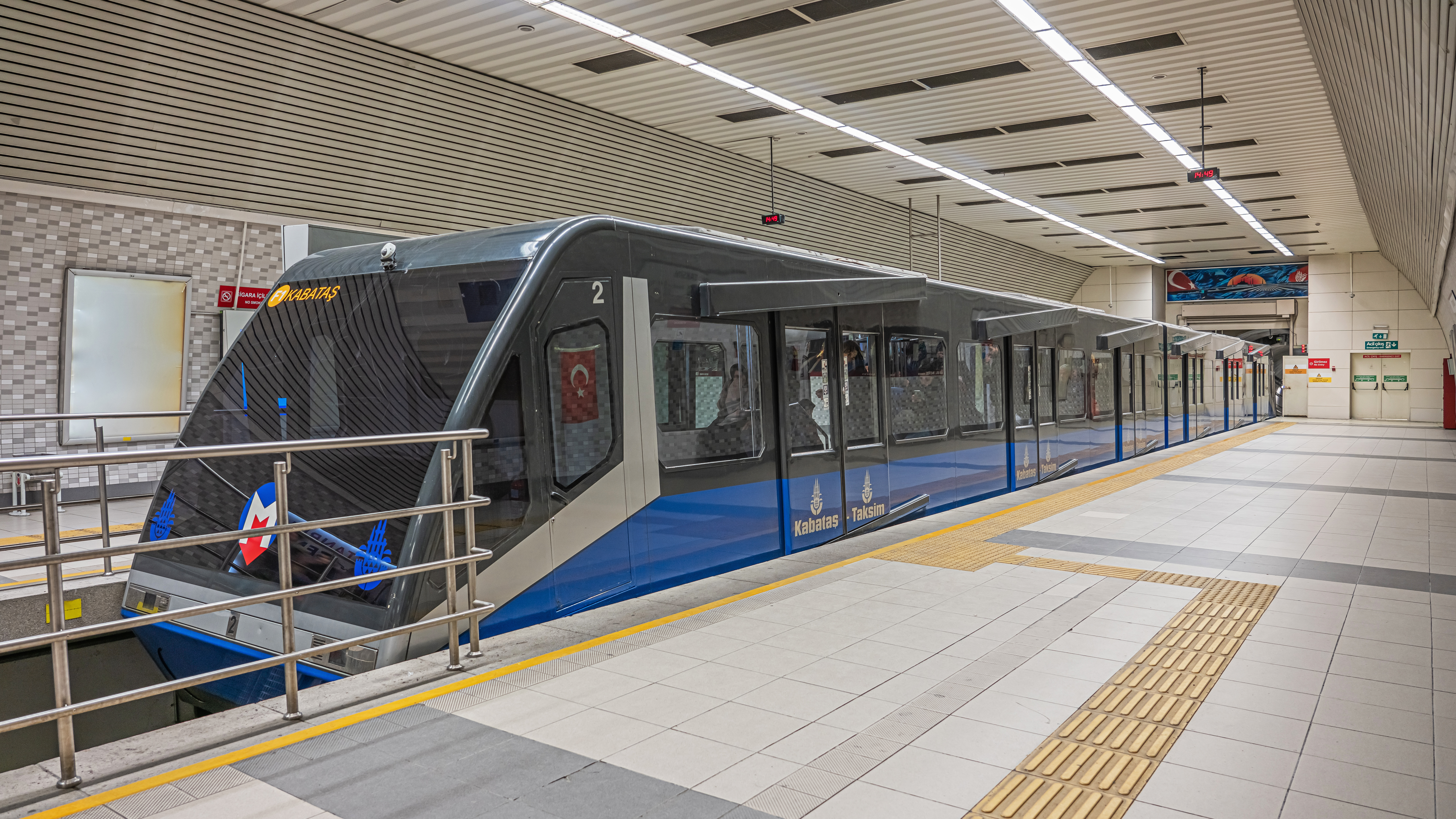
F1 (Taksim - Kabataş)
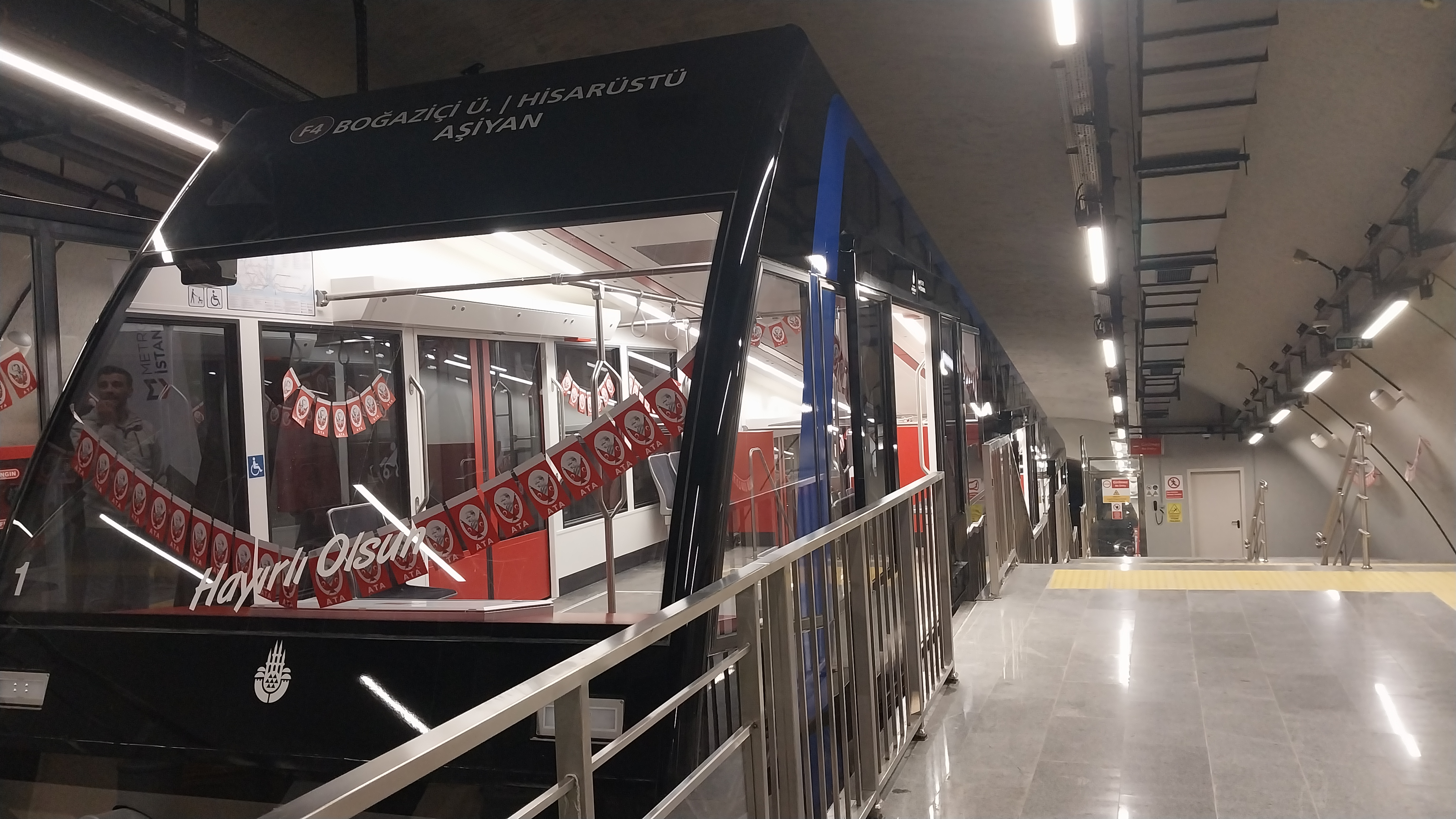
F4 (Boğaziçi Üniversitesi/Hisarüstü - Aşiyan)

### Líneas de teleférico

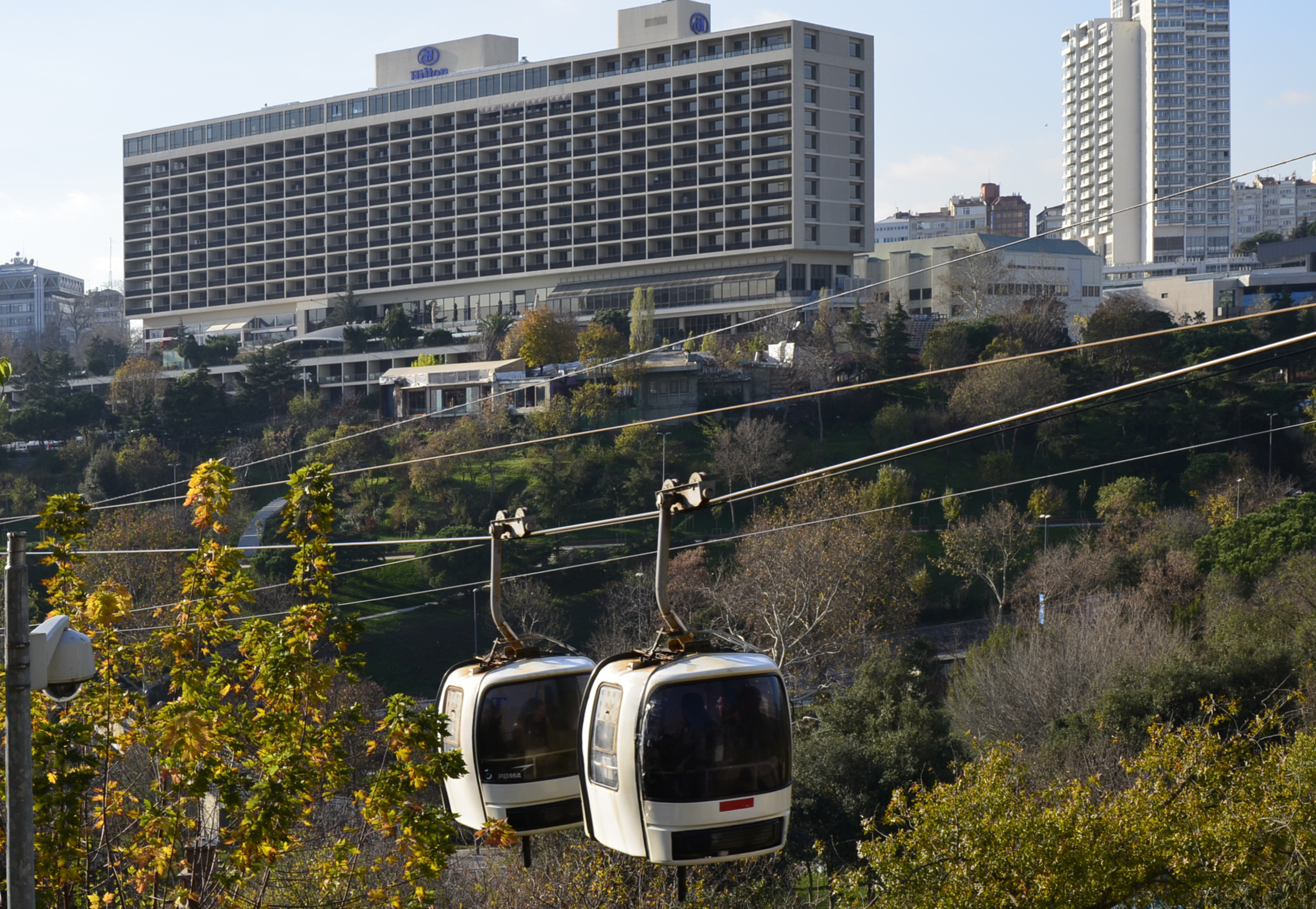
TF1 (Maçka - Taşkışla)
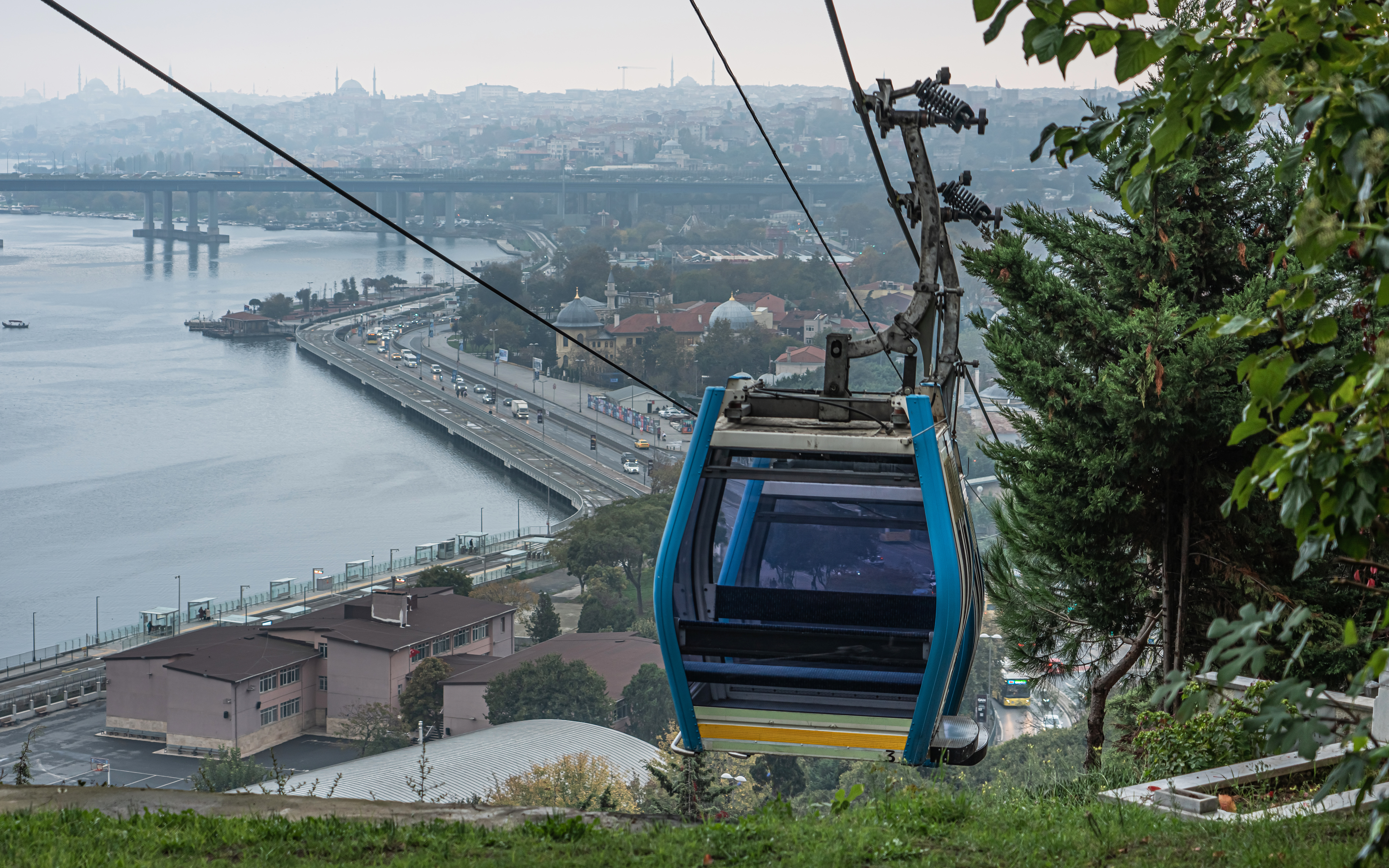
TF2 (Eyüp - Piyer Loti)